# ارنست-یوآخیم کوپرز
ارنست-یوآخیم کوپرز (آلمانی: Ernst-Joachim Küppers؛ زادهٔ ۲۴ اوت ۱۹۴۲) شناگر اهل آلمان است.